# Rhein-Bayern

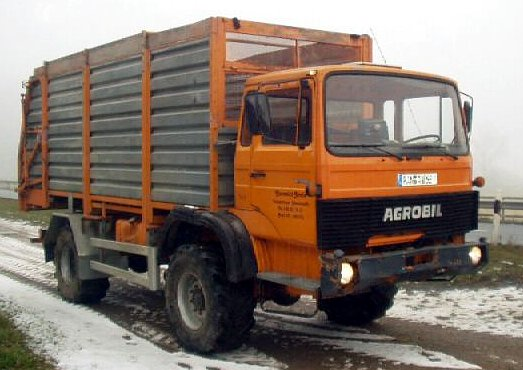
Rhein-Bayern „Agrobil“

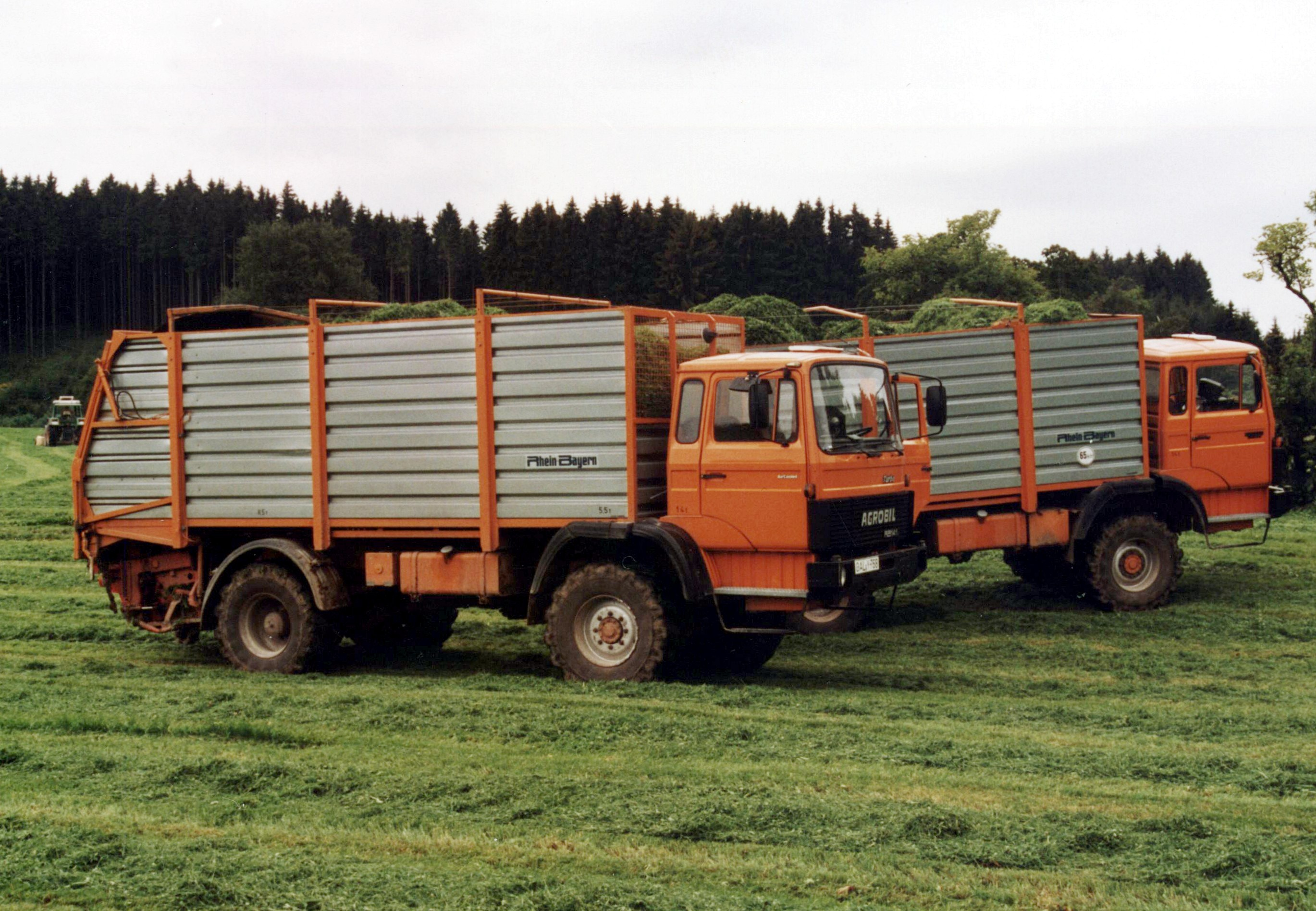
Rhein-Bayern Agrobil

Rhein-Bayern war ein deutscher Hersteller von Nutzfahrzeugaufbauten und landwirtschaftlichen Maschinen und existiert heute noch als Nutzfahrzeugwerkstatt.

## Geschichte
Rhein-Bayern wurde 1925 in Kaufbeuren gegründet und beschäftigte sich mit dem Bau von Aufbauten auf Lastkraftwagen. Unter anderem fertigte Rhein-Bayern Mitte der 1970er Jahre Aufbauten auf Magirus-Deutz-Fahrgestellen im Rahmen des Delta-Projekts – einem milliardenschweren Großauftrag für die deutsche Industrie aus der Sowjetunion. 1985 erwarb Rhein-Bayern von Fendt die Rechte am Markennamen Agrobil und baute – unter Verwendung eines Vierer-Club-Fahrerhauses von Magirus-Deutz bzw. Iveco und auch von MAN-Fahrerhäusern – selbstfahrende landwirtschaftliche Ladewagen unter diesem Namen.
Neben dem Bereich Fahrzeugbau gehörte zum Firmenverbund auch die avionic Dittel GmbH.
1992 wurden drei Rhein-Bayern-Geschäftsführer verhaftet; die Staatsanwaltschaft Augsburg warf ihnen vor, ohne Genehmigung das irakische Atomprogramm beliefert zu haben.
1994 meldete das Unternehmen Insolvenz an, damit endete der Fahrzeugbau. Heute handelt es sich bei der verbliebenen Firma Rhein-Bayern nur noch um eine Nutzfahrzeugwerkstatt.